# كلية لينكولن (السعودية)
كلية لينكولن هي كلية بريطانية أهلية تأسست في السعودية عام 2014 تقدم فرص للتعليم عدة مجالات مثل الهندسة والسياحة والضيافة والتقنية بالإضافة الى عمل دورات للغة الانجليزية للملتحقين بالوظائف الصحية.

## عن الكلية
تعد كلية لينكولن من الكليات العريقة والرائدة في مجال التدريب التطبيقي في المملكة المتحدة، حيث تقوم بتدريب أكثر من 8,000 طالب في ثلاث مدن داخل المملكة المتحدة.تعمل الكلية جنبا إلى جنب مع أصحاب العمل وذلك لترتيب عمليات التدريب التقني والتطبيقي لتتوافق مع احتياجات ومتطلبات أسواق العمل، كما حققت نتائج عالية في توظيف الخريجين على مدار سنوات عدة.يدرس الطلاب دبلوم في تخصصات متعددة حسب احتياج سوق العمل يتكون هيكل البرنامج من: السنة التحضيرية: حيث تدرس اللغة الانجليزية والحاسب الآلي والمهارات الأساسية.السنة الثانية: تُدرس المهارات والمعلومات الأساسية للتخصص.السنة الثالثة: تدرس المهارات التطبيقية والفنية للتخصص بكثافة وأكثر دقة. تمنح الكلية شهادات في تلك التخصصات.

## فروع الكلية في المملكة
- كلية الهندسة التطبيقية في الرياض.
- كلية الرياض العالمية للسياحة والضيافة.
- الكلية التقنية العالمية للبنات في القطيف.